# Liebe wie am ersten Tag
Liebe wie am ersten Tag ist ein deutscher Fernsehfilm aus dem Jahr 2005. Die am 9. September 2005 von der ARD zum ersten Mal ausgestrahlte Filmkomödie wurde von 4,61 Millionen Zuschauern gesehen, was einem Marktanteil von 16,9 Prozent entsprach.

## Handlung
Teresa Jessen ist mit dem arbeitswütigen Baulöwen Richard Jessen verheiratet. Er hat nie Zeit für sie und entschuldigt dies häufiger mal lieber mit einem teuren Geschenk als mit seiner Anwesenheit. Als er sie an ihrem Geburtstag beim Abendessen wegen eines Geschäftstermins sitzen lässt, reicht es ihr. Sie packt ihre Sachen und reist einfach nach Usedom. In einer Pension findet sie Arbeit, wobei sie sich auch noch in den charmanten Bootsbauer Sebastian verliebt. Erst nach einiger Zeit begibt sich Richard auch nach Usedom, um seine Frau zurückzuholen. Doch sie will nicht. Sie genießt ihr neues Leben. Da Richard nicht aufgibt, mietet er sich in der Pension ein und kämpft fortan um das Herz seiner Teresa. Dabei hat er aber auch einen Konkurrenten, denn der Bootsbauer Sebastian Schneider macht Theresa ebenfalls den Hof. Mit seiner Beharrlichkeit kann Richard seine Frau dann doch überzeugen ihn und ihre Ehe nicht aufzugeben.

## Kritiken
„Leichtgewichtige romantische (Fernseh-)Komödie, die ein sattsam bekanntes Thema einmal mehr variiert und mit einem verspäteten Emanzipationsprozess kokettiert.“

„‚Liebe wie am ersten Tag‘ ist eine originelle, leichtfüßige romantische Komödie […].“

„Der Schnulzenspaß [ist] in Harmlosigkeit nur schwer zu überbieten.“